# ازگیش
ازگیش (به لاتین: Zgierz، تلفظ: [zɡʲɛʂ] ()) یک شهر در لهستان است که در شهرستان ازگیش واقع شده‌است.

## خصوصیات
ازگیش ۴۲٫۳۳ کیلومترمربع مساحت و ۵۷٬۴۵۸ نفر جمعیت دارد و ۴۰ متر بالاتر از سطح دریا واقع شده‌است.

## خواهرخوانده
شهر هدمزواشارهی خواهرخواندهٔ ازگیش هست.